# كيفن ماكنزي (لاعب اتحاد الرغبي)
كيفن ماكنزي (بالإنجليزية: Kevin McKenzie)‏ هو لاعب اتحاد الرغبي بريطاني، ولد في 22 يناير 1968 في إستيرلينغ في المملكة المتحدة.